# Orovička Planina
Orovička Planina (em cirílico: Оровичка Планина) é uma vila da Sérvia localizada no município de Ljubovija, pertencente ao distrito de Mačva, na região de Podrinje Azbukovica. A sua população era de 161 habitantes segundo o censo de 2011.

## Demografia
| 1948 | 1953 | 1961 | 1971 | 1981 | 1991 | 2002 | 2011 |
| ---- | ---- | ---- | ---- | ---- | ---- | ---- | ---- |
| 487  | 521  | 519  | 431  | 356  | 283  | 201  | 161  |